# 整方根函数
整方根函数（英語：integer square root function），是指函数值为不大于自变量{\displaystyle a}的算术平方根的最大整数，定义域为自然数，符号表示为{\displaystyle \lfloor {\sqrt {a}}\rfloor }。

## 定义
整方根函数{\displaystyle \lfloor {\sqrt {a}}\rfloor }用原始递归函数可定义为：
{\displaystyle {\begin{cases}\lfloor {\sqrt {0}}\rfloor =0\\\lfloor {\sqrt {Sa}}\rfloor =\lfloor {\sqrt {a}}\rfloor +N(Sa{\dot {-}}(S\lfloor {\sqrt {a}}\rfloor )^{2}\end{cases}}}

## 牛顿法
由牛顿法迭代公式{\displaystyle x_{n+1}=x_{n}-{\frac {f(x_{n})}{f'(x_{n+1})}}}，欲计算{\displaystyle \lfloor {\sqrt {a}}\rfloor }，可令
{\displaystyle f(x)=x^{2}-a}，由{\displaystyle x^{2}-a=0}，得
{\displaystyle f(x)}与{\displaystyle x}轴相交于{\displaystyle x={\sqrt {a}}}，可计算平方根，于是
{\displaystyle f'(x)=2x}，代入迭代公式可得
{\displaystyle x_{n+1}=x_{n}-{\frac {x_{n}^{2}-a}{2x_{n}}}}，整理得
{\displaystyle x_{n+1}={\frac {x_{n}}{2}}+{\frac {a}{2x_{n}}}}。
算法结束条件为{\displaystyle \Delta _{n}=\left\vert x_{n+1}-x_{n}\right\vert =0}，即{\displaystyle x_{n+1}=x_{n}}。